# Bright Eyes
Bright Eyes és una formació d'indie rock conformada pel guitarrista i cantautor Conor Oberst, el multiinstrumentista i productor Mike Mogis, i una alineació rotativa de col·laboradors provinents principalment de l'escena indie d'Omaha, Nebraska. La facilitat que té Oberst per a la crítica social i la filosofia li han fet guanyar-se comparacions amb Bob Dylan, encara que els seus temes més foscos, de depressió, ansietat i alcoholisme tenen més reminiscències a Leonard Cohen o a Simon Joyner.
Tot i que Bright Eyes pertany al segell independent Saddle Creek Records, la formació gaudeix d'una popularitat que rivalitza amb la de bandes de segells multinacionals: el 2004 els senzills Lua i Take it easy (Love nothing) van aconseguir els primers dos llocs del rànquing de la revista Billboard simultàniament a menys de dues setmanes de la seva aparició.

## Inicis
Bright Eyes va començar com un projecte paral·lel de Conor Oberst mentre encapçalava la formació d'indie rock Commander Venus. Tot i que aquesta formació era el seu projecte principal entre els anys 1995 i 1997, Oberst continuava component i gravant en cassets, com a solista, material acústic en un multipistes del seu pare en el soterrani de la casa familiar. D'unes 70 cançons que va gravar, dues es poden trobar en el primer lliurament (no oficial) de Bright Eyes, un 7 polzades sense títol que va llançar juntament amb la formació Squad Car 96.
En l'època de la dissolució de Commander Venus el 1997, Bright Eyes va passar a ser la prioritat per Oberst. El 1998 altres 20 cançons de les que hi havia acumulat es van convertir en el primer lliurament oficial de Bright Eyes, A collection of songs written and recorded 1995 - 1997. L'àlbum mostra els començaments d'Oberst en l'experimentació amb percussió seqüencial, teclats i altres instruments. El so de l'àlbum va des veus balades, per les quals se li va criticar per la seva similitud amb David Dondero, fins sintetitzadors propers al tecno, incloent cançons amb guitarra acústica. La reacció de la crítica va ser diversa, com la del lloc All Music Guide que va dir que "moltes de les cançons es desintegren tal com la veu, que es redueix a un intel·ligible balboteig infantil. La resta de la música que està per sobre aquest punt, està, com qui l'escolta, perduda.
Saddle Creek edita després Letting off the happiness, el 2 de novembre de 1998, una peça d'11 tracks amb un so molt més clar i pretensiós que l'àlbum anterior. Segons informació del segell, en ell van participar membres de Lullaby for the Working Class, Neutral Milk Hotel i d'Of Montreal. Nelly Jenkins, cap de la formació Park Au, va contribuir també amb les veus. En l'àlbum predominen els enregistraments fets al soterrani de la família de Oberst, remesclats en equips similars per Mike Mogis; també alguns treballs realitzats en l'estudi del teclista Andy Lemaster a Athens (Geòrgia). Tot i que en gairebé tots els temes participa tota la formació, el tema June on the west coast és només amb una guitarra acústica i veu. Padraic mi prince conté una dramàtica descripció de com el germà menor de Conor s'ofega a la banyera (descripció que resulta ser només fictícia).
L'any 2000, Brigt Eyes llança Fevers and mirrors, demostrant una immensa millora en la qualitat de la producció i en el desenvolupament musical de la formació. Nous instruments com la flauta, el piano i l'acordió són introduïts en els arranjaments musicals. En el tema An attempt to tip the scales té lloc una entrevista radial simulada en què Oberst presenta, intencionalment, una estranya i contradictòria explicació de quina és la seva actitud cap a la seva música. En l'entrevista reconeix les crítiques sobre que les seves lletres resulten massa extenses i falses, i que això ha quedat clar en la mesura que la seva popularitat ha crescut, tot i que al principi de la mateixa respon que les seves lletres representen la seva visió personal de les coses .
El 2002 arriba Lifted or the store is in the soil, keep your ear to ground. Va ser per a aquest treball que per primera vegada Bright Eyes i Saddle Creek contracten a un publicista per atreure l'atenció dels mitjans. La diferència es va veure immediatament. Bright Eyes va arribar a ser una de les bandes revelació de l'any, tot i que ja portava diversos anys gravant sota aquest pseudònim. Van rebre una atenció nacional, incloent diversos notables articles en mitjans com el New York Times, Los Angeles Times, Time Magazine, Rolling Stone, Blender and Spin, i molts altres que proclamaven a Conor Oberst com un nou gran artista. L'àlbum va vendre per sobre les 100.000 còpies en els primers 6 mesos després del llançament, un gran triomf per al segell i per a tot el gènere indie.

## Recentment
Durant les eleccions presidencials nord-americanes del 2004 Bright Eyes va sortir de gira, en la gira "Vote for Change" al costat de Bruce Springsteen i REM, que era organitzada per una agrupació política de tendència progressista anomenada MoveOn.org, i que el va posar encara més en l'ull públic. Ell va cantar en diverses ocasions al costat de gent com Springsteen i Neil Young.
A principis del mes de novembre del 2004, dos senzills, Lua i Take it easy (love nothing), van aconseguir el segon lloc del rànquing de la revista Billboard dels senzills més venuts als Estats Units, un important èxit per a un músic d'un segell independent. Aquesta va ser la primera vegada que passava una cosa així en el rànquing en 7 anys
El 25 de gener de 2005 va haver el llançament de dos diferents àlbums de Bright Eyes: un de proper al folk I amb un so més orgànic anomenat I'm wide awake, it 's morning, i un altre amb un so més electrònic anomenat Digital ash in a digital urn. Tots dos àlbums van tenir una bona acceptació en general, i els va seguir una extensa gira pel món. La gira està documentada en l'àlbum que va aparèixer a finals d'aquest mateix any Motion Sickness.
El 5 de maig de 2005, Bright Eyes va aparèixer al programa de televisió The tonight show with Jay Leno, presentant la cançó protesta When the president talks to god, una àcida crítica a l'administració Bush. Una versió 7 "en vinil de la cançó es venia després dels seus concerts i està disponible per descarregar gratuïtament des d'Internet.
Bright Eyes ha protestat activament contra la companyia Clear Channel, un consorci nord-americà amo d'innombrables mitjans de comunicació, principalment ràdios. Oberst ha cridat a boicotejar tots els esdeveniments, llocs i estacions de ràdio lligades a la companyia. Potser la més publicitada hagi ocorregut en el espectacle dels premis Shortlist, al teatre Wiltern de Los Angeles, el 5 d'octubre de 2003. El 9 de novembre de 2005 va cancel·lar un concert que realitzaria el 12 del mateix mes a St Louis argumentant que el lloc del show estava associat a Clear Channel.
Bright Eyes va guanyar el premi al millor artista de l'any i millor cançó de l'any per When the president talks to god en els premis a la música independent PLUG, 4 i un reconeixement especial al vídeo de First day of my life en els 17ens premis anuals GLAAD. A més, la revista Time va incloure a I'm wide awake, it 's morning en el primer lloc de la llista dels deu millors àlbums del 2005, juntament amb Gimme fiction, de Spoon.
Bright Eyes va rebre un reconeixement per part de la cultura pop en ser esmentat en un episodi del programa televisiu Saturday Night Live, que va ser animat per l'actor Kevin Spacey. En el xou es presentava a un graciós Neil Young i el seu poc dissimulat odi a George W. Bush, especialment present en el seu àlbum Living with war. Young apareix al costat del trio femení de música country Dixie Chicks i a "la sensació indie" Bright Eyes, tots dos públics opositors de Bush. Conor Oberst va ser representat per l'actor Andy Samberg i Neil Young per Spacey.

## Membres actuals
El 2006:
- Daniel McCarthy - Baix
- Mike Mogis - banjo, mandolina, guitarra elèctrica
- Conor Oberst - veus, guitarres, teclats
- Anton Patzner - violí
- Maria Taylor - percussió
- Nate Walcott - òrgan, trompeta, acordió.

## Discografia
- 1998 - A Collection of Songs Written and Recorded 1995-1997
- 1998 - Letting Off the Happiness
- 1999 - Every Day And Every Night
- 2000 - Fevers and Mirrors
- 2002 - Lifted or The Story Is in the Soil, Keep Your Ear to the Ground
- 2002 - A Christmas Album
- 2005 - I'm Wide Awake, It's Morning
- 2005 - Digital Ash in a Digital Urn
- 2005 - Motion Sickness: Live Recordings
- 2006 - Noise Floor (Rarities: 1998-2005)
- 2007 - EP: Four Winds
- 2007 - Cassadaga
- 2011 - The People's Key